# Fodboldturneringen 1902-03
Fodboldturneringen 1902–03 var den 14. og sidste sæson af den danske fodboldliga Fodboldturneringen, arrangeret af Dansk Boldspil-Union. I forbindelse med DBU's strukturændringer overgik afviklingen af klubkampe til de nystiftede lokalunioner, herunder Københavns Boldspil-Union, der fra sæsonen 1903-04 afviklede KBU's Fodboldturnering for unionens klubber.
Ligaen havde deltagelse af fem hold, der spillede en dobbeltturnering alle-mod-alle. Som noget nyt var det denne sæson blevet indført, at der ikke skulle spilles forlænget spilletid i tilfælde af uafgjort. Forårskampen mellem B.93 og ØB blev aflyst på grund af uvejr.
Turneringen blev vundet af Kjøbenhavns Boldklub, som dermed vandt titlen for tredje gang.

## Resultater
| Nr | Hold                 | K | V | U | T | Mf |   | Mi | +/- | P  |
| -- | -------------------- | - | - | - | - | -- | - | -- | --- | -- |
| 1  | Kjøbenhavns Boldklub | 8 | 6 | 2 | 0 | 17 | – | 6  | +11 | 14 |
| 2  | Boldklubben Frem (M) | 8 | 6 | 0 | 2 | 29 | – | 12 | +17 | 12 |
| 3  | Boldklubben af 1893  | 7 | 3 | 1 | 3 | 20 | – | 19 | +1  | 7  |
| 4  | Østerbros Boldklub   | 7 | 1 | 1 | 5 | 8  | – | 22 | −14 | 3  |
| 5  | Akademisk Boldklub   | 8 | 1 | 0 | 7 | 14 | – | 29 | −15 | 2  |

 K: Kampe spillet, V: Vundne kampe, U: Uafgjorte kampe, T: Tabte kampe, Mf: Mål for, Mi: Mål imod, +/-: Måldifference, P: Point

 
| KB's mesterhold |                               |
| Position        | Spiller                       |
| Målmand         | Ludwig Drescher               |
| Forsvar         | Kristian Middelboe (anfører)  |
| Forsvar         | Vilhelm Bernhard Schultzer    |
| Midtbane        | Parmo Ferslew                 |
| Midtbane        | Ludvig Johan Rasmus Kjergaard |
| Midtbane        | Einar Middelboe               |
| Angreb          | Niels Christian Oscar Nielsen |
| Angreb          | William Jerndorff             |
| Angreb          | Johannes Larsen               |
| Angreb          | Holger Lindhard               |
| Angreb          | Holger Skouboe                |
| Reserver        | Johannes Bronée               |
| Reserver        | Leo Tscherning                |